# Sub aripa vulturului
Sub aripa vulturului este un film românesc din 1963 regizat de Ion Bostan.